# Holzgerlingen
Holzgerlingen est une ville d'Allemagne située dans le Bade-Wurtemberg.